# Franz-Joseph Remlinger
Franz-Joseph Remlinger (* 28. März 1733 in Obergriesheim; † 7. August 1788 in Grombach) war ein deutscher Baumeister und Schultheiß in Grombach.

## Leben
Er stammte aus Obergriesheim und heiratete 1764 die Grombacherin Magdalena Fuchs. Es ist anzunehmen, dass er in Grombach in der Werkstatt des Baumeisters Johann Peter Moll tätig war, die er nach dessen Tod 1767 fortführte und dem er auch im Amt des Grombacher Schultheißen nach dessen Nachfolgern Johann Schilling, Joseph Laub und Jacob Farrenkopf nachfolgte. Er erhielt zahlreiche Aufträge von Carl Philipp von Venningen aus Eichtersheim, der auch die Ortsherrschaft in Grombach ausübte. Auch die ebenfalls im Kraichgau begüterten Herren von Gemmingen und Herren von Degenfeld haben ihn als Baumeister und Berater herangezogen. Für Reinhard Philipp Friedrich von Degenfeld erstellte er 1779 ein Gutachten über den baulichen Zustand des Eulenhofs.

## Bauten
- Evangelische Kirche in Wollenberg (1767/68)
- Turm der evangelischen Kirche in Neidenstein (1770)
- Pfarrhaus in Dühren (1771)
- Gefängnisturm in Wollenberg (1772)
- Friedhofsmauer in Grombach (1785)
- Evangelische Kirche in Grombach (1785/87)